# ATS D2
Der ATS D2 ist ein Formel-1-Rennwagen des ehemaligen deutschen Motorsportteams ATS Racing, der zu zehn Läufen der Automobil-Weltmeisterschaft 1979 gemeldet wurde. Er war eine Weiterentwicklung des im Jahr zuvor konstruierten ATS D1. Der D2 war ein Interimsmodell, mit dem das Team keine Weltmeisterschaftspunkte erzielte.

## Entstehungsgeschichte
Das 1969 gegründete, vor allem als Felgenhersteller bekannt gewordene Bad Dürkheimer Unternehmen Auto Technisches Spezialzubehör (ATS) begann in den frühen 1970er-Jahren, als Sponsor im Motorsport aufzutreten. Nachdem ATS zunächst einzelne Rennfahrer in kleineren Motorsportklassen wie der Formel V gefördert hatte, etablierte das von Hans Günter Schmid geleitete Unternehmen einen eigenen Rennstall, der 1976 in der Formel 2 und ab 1977 in der Formel 1 antrat. Hatte ATS bei seinem Formel-1-Debüt mit dem Penske PC4 noch ein fremdkonstruiertes Auto eingesetzt, wurde das Team 1978 zu einem eigenständigen Konstrukteur.
Das erste selbst konstruierte Auto, der ATS HS1, orientierte sich noch stark am Penske PC4 von 1976, der seinerseits ein Nachbau des March 751 von 1975 war. Der ATS HS1 wurde bis zum letzten europäischen Weltmeisterschaftslauf 1978 im September in Italien gemeldet; danach ersetzte ihn das Team für die beiden nordamerikanischen Rennen durch den neuen, von John Gentry konstruierten ATS D1. Der D1 war bereits im August fertiggestellt worden; erste Testfahrten mit Michael Bleekemolen in Zandvoort verliefen allerdings „desaströs“, sodass noch einige Detailänderungen vorgenommen wurden, bis das Auto in den USA erstmals gemeldet werden konnte. Der D1 blieb ein Einzelstück; er ging nur in Watkins Glen und beim anschließenden Saisonfinale in Kanada an den Start.
In den Monaten vor dem Beginn der Saison 1979 entwickelte ATS den D1 in Details weiter. Die Überarbeitung übernahmen Gustav Brunner und Nigel Stroud. Das modifizierte Auto erhielt die Bezeichnung ATS D2, obwohl es in seinem Kern nach wie vor mit dem D1 von 1978 übereinstimmte. Der D2 wurde für die ersten zehn Rennen der Saison 1979 gemeldet; danach ersetzte ATS ihn durch den von Nigel Stroud konstruierten D3, der sich in wesentlichen Merkmalen von der D1/D2-Baureihe unterscheidet.

## Modellbeschreibung

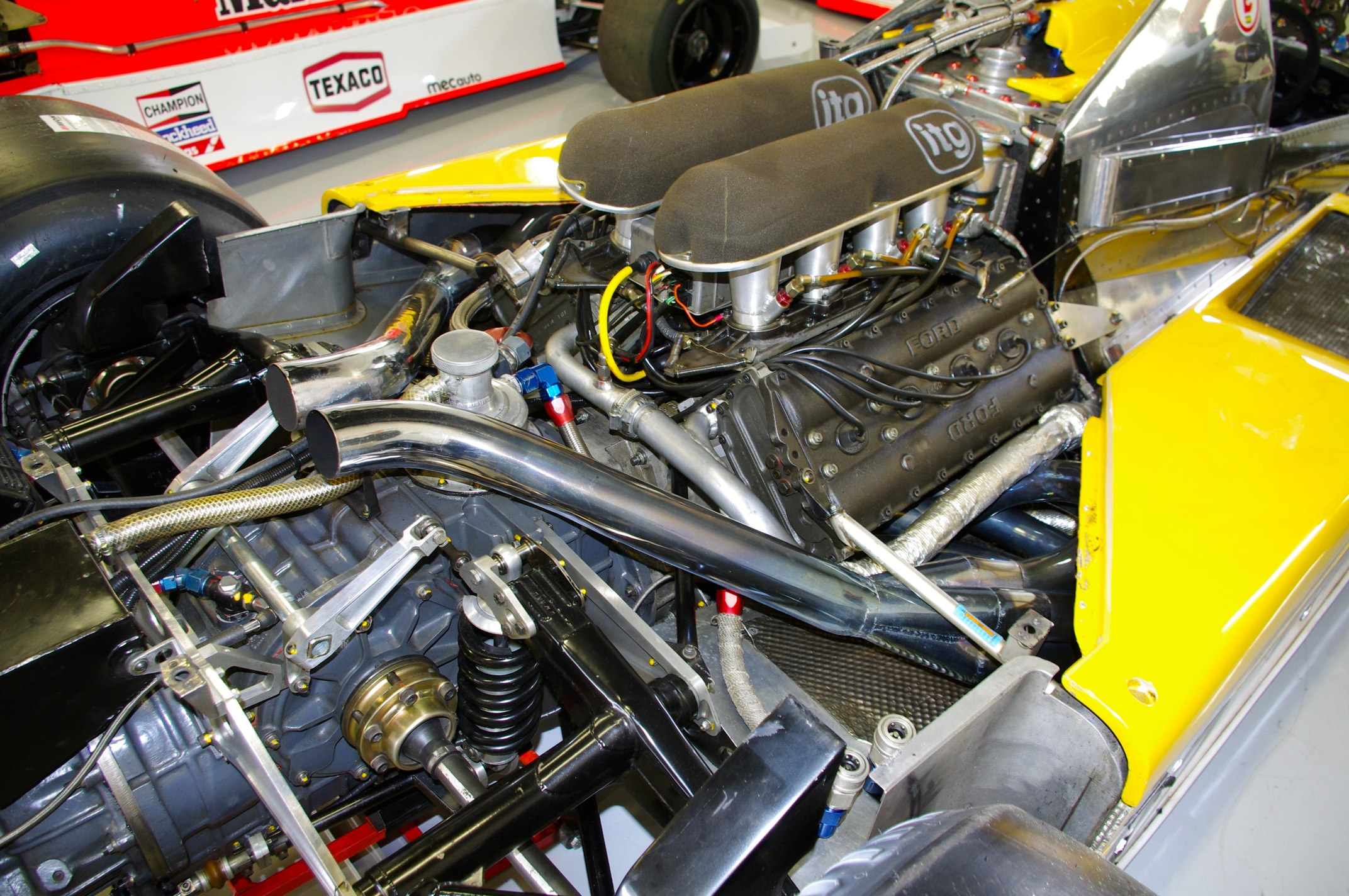
Cosworth DFV

Der ATS D2 hat ein Monocoque aus Aluminiumblechen, dessen Konstruktion mit dem des ATS D1 übereinstimmt. Der D2 ist wie fast alle zeitgenössischen Formel-1-Rennwagen als Wingcar gestaltet, das sich an der Konstruktion des die Saison 1978 dominierenden Lotus 79 orientierte: In die langgezogenen Seitenkästen ist ein umgekehrtes Flügelprofil eingebaut, das den negativen Bodeneffekt ausnutzt und dadurch zusätzlichen Anpressdruck gewinnt. Details der Aerodynamik gestaltete Giacomo Caliri; Brunner und Stroud überarbeiteten die Aufhängung, die nun ebenfalls der des Lotus 79 nachempfunden war. Im Laufe der Saison erschien ein zweites Exemplar des D2, das ein festeres Monocoque und geänderte Seitenkästen mit größeren Flügelflächen hat.
Die Antriebstechnik des ATS D2 entspricht dem Konstruktionsmuster, das unter kleinen Teams in den 1970er-Jahren verbreitet war: ein 3,0 Liter großer Achtzylinder-V-Saugmotor von Cosworth der Baureihe DFV und ein handgeschaltetes Fünfganggetriebe von Hewland (Typ FGA 400).
Das Gewicht des Autos wurde mit 590 kg angegeben.

## Produktion
ATS baute zwei Exemplare des D2:
- Das erste Fahrzeug hatte das Monocoque und das Chassis des im letzten Jahr eingeführten D1, das nach den Umbauten aus dem Dezember 1978 in D2 umbenannt wurde (Chassisnummer D2/02). Dieser Wagen wurde zu den ersten beiden Rennen der Saison 1979 in Argentinien und Brasilien gemeldet.
- Danach erschien der zweite D2 (D2/03), ein komplett neu aufgebautes Auto. Er wurde ab dem Großen Preis von Südafrika achtmal in Folge gemeldet, bevor er zum Großen Preis von Österreich durch den D3 ersetzt wurde.

## Lackierung und Sponsoren
Der ATS D2 war im Grundton gelb lackiert; hinzu kamen schwarze und rote Streifen. Größter Sponsor war das Mutterunternehmen Auto Technisches Spezialzubehör (ATS). Weitere Gelder kamen von dem Betreiber einer Ferienanlage in Freeport und von den technischen Ausrüstern Goodyear und Shell.

## Renneinsätze
1979 ging ATS ausschließlich mit dem deutschen Rennfahrer Hans-Joachim Stuck an den Start; einen zweiten Fahrer meldete das Team anders als im zurückliegenden Jahr nicht. In der ersten Saisonhälfte war Fred Opert als Teammanager für den Rennbetrieb verantwortlich; ab dem Rennen in Deutschland übernahm Vic Elford das Management.
Der D2 debütierte zum Saisonauftakt in Argentinien. Hier qualifizierte sich Stuck für den vorletzten Startplatz. Am Rennen konnte er allerdings nicht teilnehmen, weil sein D2 nach Beschädigungen im Training nicht einsatzbereit war und das Team kein Ersatzauto vor Ort hatte. Beim anschließenden Rennen in Brasilien war Stuck der letzte qualifizierte Fahrer; seine beste Trainingszeit lag mehr als neun Sekunden über der Pole-Zeit von Jacques Laffite (Ligier). Im Rennen schied Stuck nach 31 Runden infolge eines Lenkungsdefekts aus. In Südafrika erschien der neu aufgebaute D2/03, mit dem Stuck von nun an bis zum Großen Preis von Deutschland alle Rennen bestritt. Mit dem zweiten D2 qualifizierte er sich in Kyalami für den letzten Startplatz; auf die Polezeit fehlten ihm 4,5 Sekunden. Ein Bremsdefekt ließ ihn im Rennen nach 57 Runden ausfallen. Beim folgenden Lauf in Long Beach wurde Stuck wegen Inanspruchnahme fremder Hilfe disqualifiziert, weil er sich nach einem Dreher hatte anschieben lassen. In Spanien gab es im Qualifikationstraining Anzeichen für eine Leistungssteigerung: Stuck qualifizierte sich für den 21. Startplatz und ließ dabei beide Shadow sowie den Kunden-Lotus des Team Rebaque hinter sich. Im Rennen gab es die erste Zielankunft für den D2: Stuck kam – allerdings mit sechs Runden Rückstand auf den Sieger – auf den 14. und letzten Platz. In Belgien ging er als 20. ins Rennen und kam als Achter ins Ziel. Das war die letzte und zugleich beste Zielankunft für den D2. Den besten Startplatz des D2 erreichte Stuck im folgenden Rennen in Monaco, wo er das Zeittraining auf dem 12. Rang abschloss. Das Rennen beendete er allerdings nicht: Nachdem sein Auto ein Rad verloren hatte, fiel Stuck in der 31. Runde aus. Danach kam es beim Großen Preis von Frankreich zu einem Eklat: Weil Teambesitzer Hans Günter Schmid mit den von Goodyear bereitgestellten Qualifikationsreifen nicht zufrieden war, zog er sein Auto vor Rennbeginn aus Protest zurück, sodass Stuck in Dijon nicht startete. Als Folge dieses Zwischenfalls zog sich Manager Fred Opert aus dem Team zurück. Beim anschließenden Rennen in Großbritannien kam es zur einzigen Nichtqualifikation des ATS D2. Der folgende Große Preis von Deutschland war das letzte Rennen des D2. Stuck qualifizierte sich auf dem Hockenheimring für den vorletzten Startplatz; der Rückstand auf die Polezeit betrug hier 5,9 Sekunden. Am Rennen selbst konnte Stuck nicht teilnehmen, weil sein Auto bereits in der Einführungsrunde einen Aufhängungsschaden erlitt.
Nach dem Weltmeisterschaftslauf in Deutschland diente der D2 nur noch als Ersatzwagen; die folgenden Rennen bestritt das Team dann mit dem ATS D3.

## Rennergebnisse in der Formel 1
| Fahrer                           | Nr.                              | 1   | 2   | 3   | 4   | 5  | 6 | 7   | 8   | 9   | 10  | 11 | 12 | 13 | 14 | 15 | Punkte | Rang |
| -------------------------------- | -------------------------------- | --- | --- | --- | --- | -- | - | --- | --- | --- | --- | -- | -- | -- | -- | -- | ------ | ---- |
| Automobil-Weltmeisterschaft 1979 | Automobil-Weltmeisterschaft 1979 |     |     |     |     |    |   |     |     |     |     |    |    |    |    |    | 0      | —    |
| H.-J. Stuck                      | 9                                | DNS | DNF | DNF | DSQ | 14 | 8 | DNF | DNS | DNQ | DNF |    |    |    |    |    | 0      | —    |

| Legende  | Legende            | Legende                                                          |
| Farbe    | Abkürzung          | Bedeutung                                                        |
| -------- | ------------------ | ---------------------------------------------------------------- |
| Gold     | –                  | Sieg                                                             |
| Silber   | –                  | 2. Platz                                                         |
| Bronze   | –                  | 3. Platz                                                         |
| Grün     | –                  | Platzierung in den Punkten                                       |
| Blau     | –                  | Klassifiziert außerhalb der Punkteränge                          |
| Violett  | DNF                | Rennen nicht beendet (did not finish)                            |
| Violett  | NC                 | nicht klassifiziert (not classified)                             |
| Rot      | DNQ                | nicht qualifiziert (did not qualify)                             |
| Rot      | DNPQ               | in Vorqualifikation gescheitert (did not pre-qualify)            |
| Schwarz  | DSQ                | disqualifiziert (disqualified)                                   |
| Weiß     | DNS                | nicht am Start (did not start)                                   |
| Weiß     | WD                 | zurückgezogen (withdrawn)                                        |
| Hellblau | PO                 | nur am Training teilgenommen (practiced only)                    |
| Hellblau | TD                 | Freitags-Testfahrer (test driver)                                |
| ohne     | DNP                | nicht am Training teilgenommen (did not practice)                |
| ohne     | INJ                | verletzt oder krank (injured)                                    |
| ohne     | EX                 | ausgeschlossen (excluded)                                        |
| ohne     | DNA                | nicht erschienen (did not arrive)                                |
| ohne     | C                  | Rennen abgesagt (cancelled)                                      |
| ohne     | keine WM-Teilnahme |                                                                  |
| sonstige | P/fett             | Pole-Position                                                    |
| sonstige | 1/2/3/4/5/6/7/8    | Punktplatzierung im Sprint-/Qualifikationsrennen                 |
| sonstige | SR/kursiv          | Schnellste Rennrunde                                             |
| sonstige | *                  | nicht im Ziel, aufgrund der zurückgelegten Distanz aber gewertet |
| sonstige | ()                 | Streichresultate                                                 |
| sonstige | unterstrichen      | Führender in der Gesamtwertung                                   |